# South Tower van het World Trade Center
De South Tower van het World Trade Center, het originele Two World Trade Center of WTC 2, was een wolkenkrabber op het Austin J. Tobin Plaza in de wijk World Trade Center van Lower Manhattan in de Amerikaanse stad New York.
De South Tower werd voltooid in 1973 en was 415 meter hoog. Met de North Tower, het One World Trade Center, die twee meter hoger was, stond de South Tower bekend als Twin Tower van het originele World Trade Center door architect Minoru Yamasaki – gebouwd tussen 1966 en 1987. De South Tower had geen radio-en televisieantenne op het dak. De South Tower, het Two World Trade Center, was eigendom van de Port Authority of New York and New Jersey tot zijn verwoesting bij de aanslagen op 11 september 2001 nadat het gekaapte verkeersvliegtuig United Airlines-vlucht 175 de toren was ingevlogen.
Sfeer bij fontein aan plein van beeldhouwer Fritz Koenig, dat de aanslagen overleefde en sinds 2017 in Liberty Park te bezichtigen is, stond naast de torens op Austin J. Tobin Plaza – naar de voormalige Port Authority-directeur.

## Geschiedenis

### Bouw en ontwerp

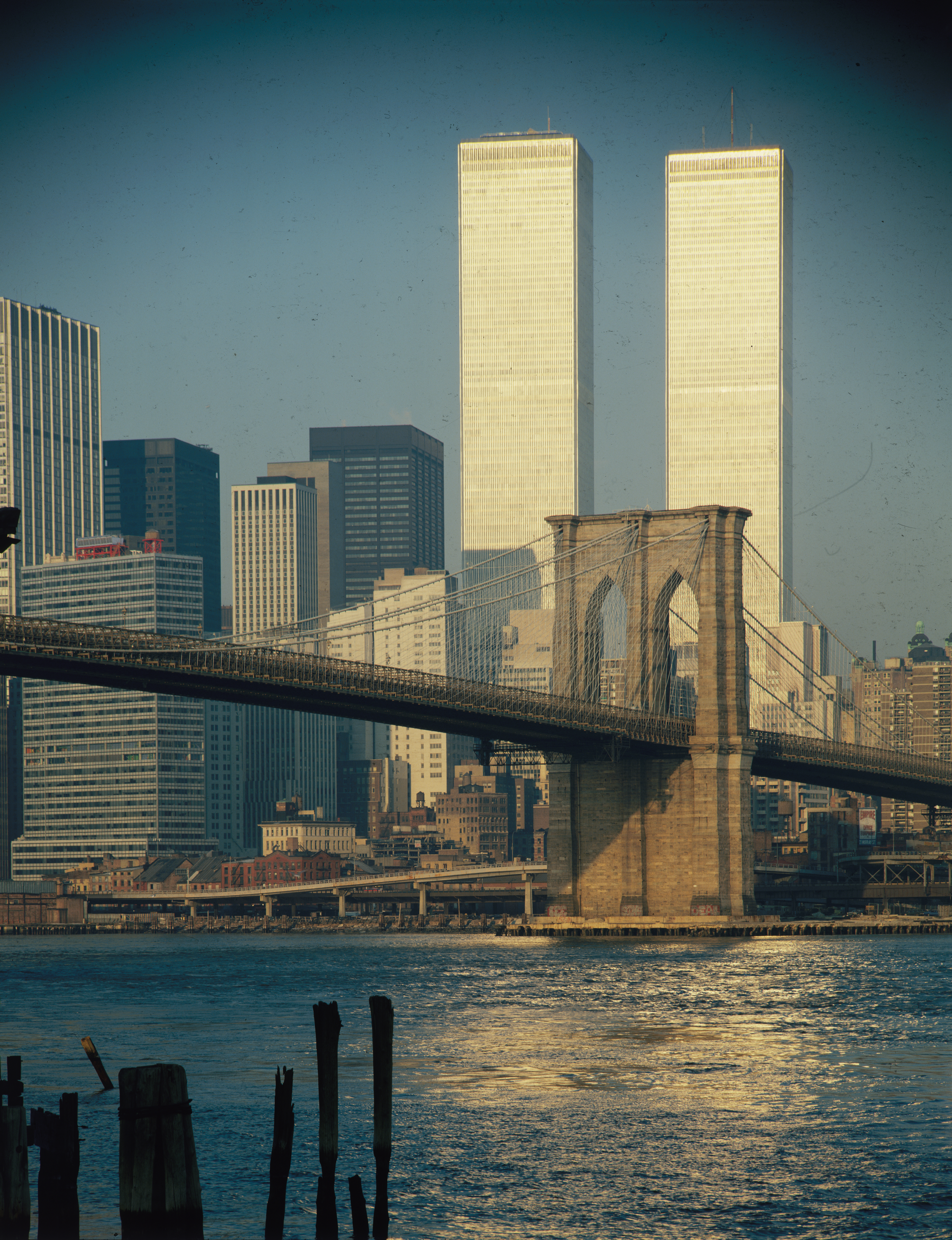
Twin Towers en Brooklyn Bridge in 1973. South Tower links.

Het originele Two World Trade Center, met curtain walls (de façades/buitenmuren) van aluminium, was gelegen aan Liberty Street. De toren had 110 verdiepingen, maar was twee meter lager dan het One World Trade Center, de North Tower. Port Authority of New York and New Jersey, de projectontwikkelaar en de beheerder van de Twin Towers, zou kantoorruimte hebben ingenomen die groter was dan andere.
Een alternatieve, niet onderbouwde theorie is dat het talud waarop de radio-en televisieantenne van het One World Trade Center vanaf 1979 stond voor een hoogteverschil zorgde. Het hoogteverschil van twee meter was er echter al van bij het begin.
Daar ze werd geconfronteerd met de moeilijkheid om tot ongekende hoogte te bouwen, gebruikte de ingenieursfirma van ir. Leslie E. Robertson (LERA) een innovatief constructiemodel: dicht bij elkaar staande stalen kolommen met een vloersysteem (de berucht geworden "floor trusses" of vloerspanten) die zich uitstrekten tot aan de centrale kern van de toren.
De stalen kolommen, afgewerkt met de zilverkleurige legering aluminium, waren 45 cm breed en stonden slechts 55 cm uit elkaar, waardoor het leek alsof de toren(s) geen ramen had(den). Ook uniek voor het technische ontwerp was het liftsysteem van de expressliften en skylobby's. De toren bestond uit 99 liften en 16 trappenhuizen (Zie World Trade Center (1973-2001)#Liftsysteem).
De opening van het World Trade Center was op 4 april 1973. Het adres was Two World Trade Center en de toren had omwille van zijn omvang een eigen ZIP-code, 10048. Het Two World Trade Centers totaal van 110 verdiepingen bleef meer dan dertig jaar een gedeeld record met het One World Trade Center (zelfs na de verwoesting van beide gebouwen). Het record werd medio jaren 2000 verbroken door de Burj Khalifa in Dubai, die voltooid werd in 2010.
De naam 'South Tower' (Nederlands: Zuidertoren, maar in berichtgeving na zijn verwoesting werd ook gesproken van zuidelijke toren) is een conventionele naam geworden waarmee men het voormalige Two World Trade Center aanduidt, refererend aan zijn topografische ligging ten opzichte van het One World Trade Center, de North Tower, in het complex.
Het Two World Trade Center stond als het ware zuidoostelijk van het One World Trade Center, naar de East River toe. Internationaal werd het Two World Trade Center veeleer 'South Tower' genoemd wegens de media-aandacht na zijn verwoesting (zie onder).
Buiten de Verenigde Staten werden beide torens voor hun verwoesting veeleer als één geheel genoemd, als 'het World Trade Center' of als 'de Twin Towers'. Wegens de aanslagen op 11 september 2001 werd elders in de wereld plots veel meer het onderscheid gemaakt. Overige benamingen waren 'Two World Trade' en 'Tower Two'.
De North Tower werd voltooid in 1972, de South Tower in het voorjaar van 1973. Op het dak alsmede op de 107e verdieping (Top of the World Trade Center) bevond zich "Top of the World" als toeristische attractie, het hoogste observatiedek ter wereld (zie Galerij).

### Aanslagen op 11 september 2001

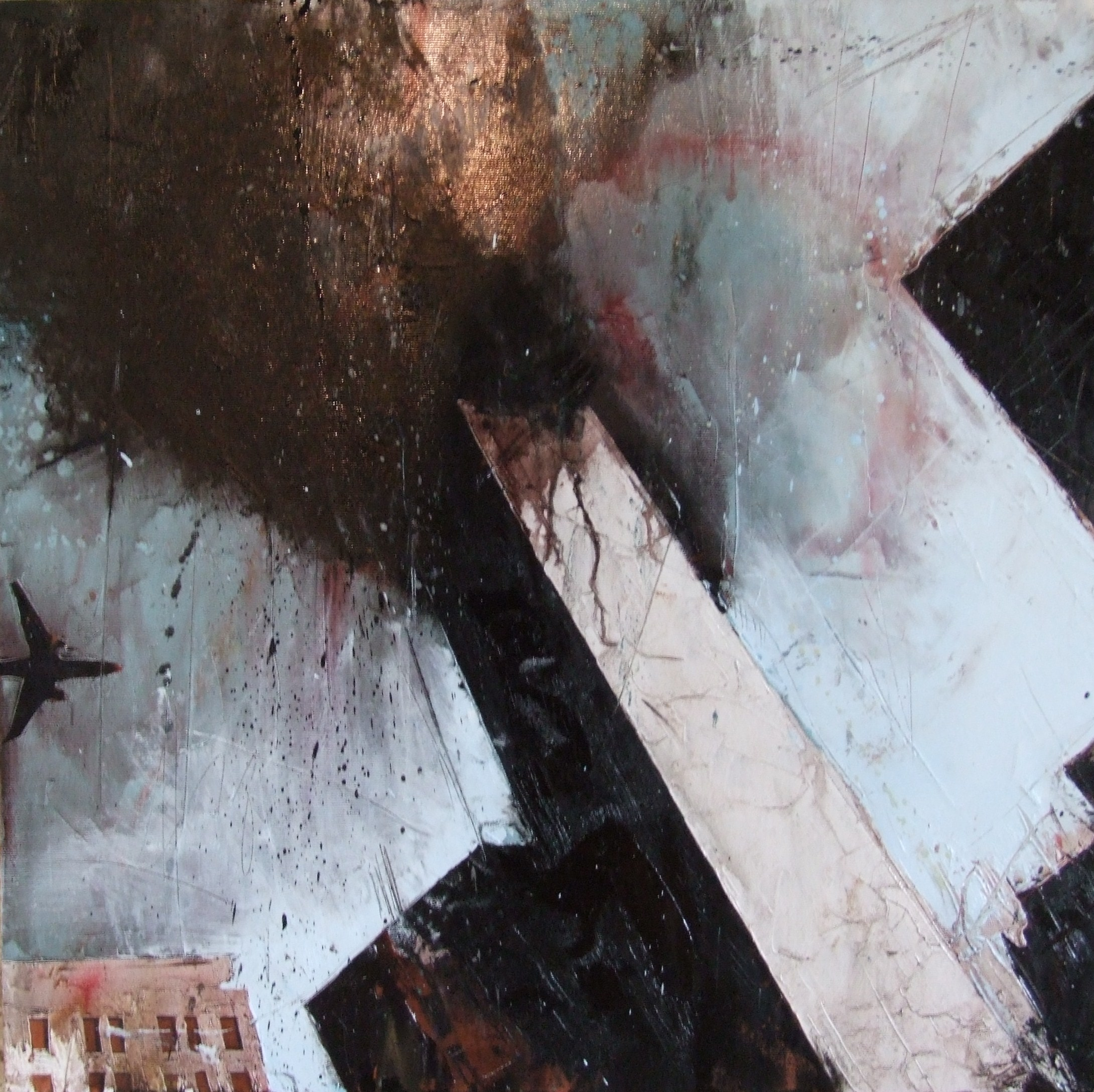
Vanity Fair (Guy Denning, 2007)
Explosie na impact van UA 175
- Impact (video Scott Myers)
Oostelijke façade (South Tower links)
Zuidelijke façade (impactfaçade)
Instorting van de South Tower

De South Tower werd net als de North Tower verwoest bij de aanslagen op 11 september 2001. Het Two World Trade Center, de South Tower, werd als laatste getroffen door een gekaapt passagiersvliegtuig – namelijk door United Airlines-vlucht 175 – om 9:03 uur lokale tijd, maar was het eerste dat na minder dan een uur uitbranden instortte om 9:59 uur (15:59 uur Midden-Europese Tijd).
De aanslag op de South Tower was rechtstreeks te zien op televisie. De instorting van de South Tower kostte de levens van alle mensen die nog in de toren aanwezig waren alsmede van een onbekend doch groot aantal mensen op straatniveau in de onmiddellijke nabijheid ervan, aangezien er niet bepaald geanticipeerd kon worden op het scenario dat zich voordeed.
De evacuatie was bovendien amper zeven minuten aan de gang. Verder kende het gevolgen als; (1) totale vernietiging van het Four World Trade Center (I) omdat de toren eerst naar het oosten toe voorover en er kwam veel puin op dat gebouw terecht; (2) het in tweeën splitsen van het Marriott World Trade Center (WTC 3), dat vlak achter of beter onder de South Tower stond; (3) toebrengen van verdere constructieve schade aan de North Tower. Met name de oostelijke en zuidelijke façade van de North Tower, ter hoogte van relatief lagere verdiepingen.
De instorting van de South Tower is toe te schrijven aan verlies van een tiental vloeren en daardoor instabiele perimeterkolommen binnen een tijdspanne van twintig minuten en dat ten zuidoosten en ten oosten van de toren, alwaar ook plaatselijk falen van de centrale kern zou hebben opgetreden. Dit is de reden waarom de toren voorover viel.
De toren zal op termijn vervangen worden door het voorgestelde Two World Trade Center naar ontwerp van Bjarke Ingels, als onderdeel van het nieuwe World Trade Center. Van dit gebouw is anno 2022 slechts de fundering en het gelijkvloers gereed. De bouwwerkzaamheden liggen stil omdat er geen huurders worden aangetrokken, hoewel een deal met het Amerikaanse mediabedrijf 20th Century Fox even nakend was tot zij zich weer terugtrokken. Zolang dat blijft duren, kan er geen profijt worden gegarandeerd.
De duizenden slachtoffers van de aanslag worden geëerd in het National September 11 Memorial & Museum door middel van een voetafdruk of grondvlak van de South Tower, met daarop de namen van de slachtoffers en eeuwig stromende watervallen. Meteen ten zuiden van de plaats waar de voormalige South Tower jarenlang heeft gestaan, ligt nu het stadspark Liberty Park aan Liberty Street. Voorheen was die plek, zuidelijk gelegen van het grondvlak van de South Tower, de locatie van het voormalige Deutsche Bank Building (130 Liberty Street). (zie hier)

## Lijst van huurders op9/11
Onderstaande huurderslijst werd samengesteld uit een oorspronkelijke lijst van de CoStar Group, een aanbieder van commerciële vastgoedinformatie, en werd gepubliceerd door nieuwszender CNN. Verdiepingen die werden getroffen door United Airlines-vlucht 175 worden in het  rood  weergegeven. Door impact beïnvloede verdiepingen werden vet en cursief geplaatst.
Op het ogenblik van de uitvoering van de aanslagen, te beginnen om 8:46 uur lokale tijd, was Top of the World nog niet geopend voor publiek.
| Verdieping   | Bedrijf |
| ------------ | --- |
| 110          | Top of the World |
| 109          | Technische ruimte |
| 108          | Technische ruimte |
| 107          | Showtime Pictures, Top of the World Trade Center Observatories (indoor observatieplatform), Sbarro Street Station, Nathan's Famous Hot Dogs, Manhattan Magic, Kodak                       |
| 106          | Atlantic Bank of New York |
| 105          | Aon Corporation |
| 104          | Aon Corporation Sandler, O'Neill & Partners |
| 103          | Aon Corporation |
| 102          | Aon Corporation |
| 101          | Aon Corporation |
| 100          | Aon Corporation |
| 99           | Aon Corporation |
| 98           | Aon Corporation |
| 97           | Fiduciary Trust Company International |
| 96           | Fiduciary Trust Company International |
| 95           | Fiduciary Trust Company International |
| 94           | Fiduciary Trust Company International |
| 93           | Aon Corporation Regus Business Centers |
| 92           | Aon Corporation |
| 91           | Gibbs & Hill, Raytheon Company, Washington Group International |
| 90           | Fiduciary Trust Company International |
| 89           | Keef, Bruyette & Woods |
| 88           | Keef, Bruyette & Woods |
| 87           | New York State Department of Taxation and Finance (overheidsdienst Financiën staat New York)                                                                                              |
| 86           | New York State Department of Taxation and Finance |
| 85           | Harris Beach & Wilcox Keefe, Bruyette & Woods |
| 84           | EuroBrokers |
| 83           | IQ Financial Systems Chuo Mitsui Trust & Banking |
| 82           | Fuji Bank |
| 81           | Fuji Bank |
| 80           | Fuji Bank |
| 79           | Fuji Bank |
| 78           | Skylobby, First Commercial Bank, Baseline Financial Services |
| 77           | Baseline Financial Services |
| 76           | Technische ruimte |
| 75           | Technische ruimte |
| 74           | Morgan Stanley |
| 73           | Morgan Stanley |
| 72           | Morgan Stanley |
| 71           | Morgan Stanley |
| 70           | Morgan Stanley |
| 69           | Morgan Stanley |
| 68           | Morgan Stanley |
| 67           | Morgan Stanley |
| 66           | Morgan Stanley |
| 65           | Morgan Stanley |
| 64           | Morgan Stanley |
| 63           | Morgan Stanley |
| 62           | Morgan Stanley Demeter Management Corporation |
| 61           | Morgan Stanley |
| 60           | Morgan Stanley |
| 59           | Morgan Stanley |
| 58           | Bridge Information Systems |
| 57           | Hold Brothers |
| 56           | Morgan Stanley |
| 55           | Guy Carpenter, Garban Intercapital, Harlows |
| 54           | Guy Carpenter |
| 53           | Guy Carpenter |
| 52           | Guy Carpenter |
| 51           | Guy Carpenter |
| 50           | Guy Carpenter |
| 49           | Guy Carpenter |
| 48           | Guy Carpenter Seabury & Smith |
| 47           | Fireman's Fund Insurance Company Guy Carpenter |
| 46           | Morgan Stanley |
| 45           | Morgan Stanley |
| 44           | Skylobby, Morgan Stanley |
| 43           | Morgan Stanley |
| 42           | Technische ruimte |
| 41           | Technische ruimte |
| 40           | Sitailong International USA Thacher Proffitt & Wood |
| 39           | Thacher Proffitt & Wood |
| 38           | Thacher Proffitt & Wood |
| 37           | — |
| 36           | Frenkel and Company |
| 35           | Frenkel and Company |
| 34           | OpperheimerFunds |
| 33           | OpperheimerFunds |
| 32           | OpperheimerFunds |
| 31           | OpperheimerFunds |
| 30           | New York Stock Exchange |
| 29           | New York Stock Exchange Weatherly Securities Corporation |
| 28           | — |
| 27           | — |
| 26           | Sun Microsystems |
| 25           | Sun Microsystems |
| 24           | Allstate Insurance Company, China Chamber of Commerce, Globe Tour and Travel, SCOR U.S. Corporation, Sinolion, TD Waterhouse Group                                                        |
| 23           | SCOR U.S. Corporation Unistrat Corporation of America |
| 22           | Antal International, Mancini Duffy, NYS Retirement System |
| 21           | Adecco, Career Engine, Mancini Duffy, Matthews & Wright Inc., Taiwan Sugar Corporation |
| 20           | Thacher Proffitt & Wood New York Shipping Association |
| 19           | New York Shipping Association, Waterfront Commission of New York Harbor |
| 18           | AbraCadabra Digital Printing, Alliance Consulting Group, Weiland International Inc. |
| 17           | New York Institute of Finance |
| 16           | National Development and Research Institute |
| 15           | Candia Shipping, CINDE Costa Rican Investment Board, DigiOrbit Corporation, Millennium Management Resources Inc., Optech Systems Inc., Stallion Commerce Corporation, TD Waterhouse Group |
| 14           | Charna Chemicals, Paging Network of New York, Patinka International (USA), Union Bank of California                                                                                       |
| 13           | Instinet |
| 12           | Verizon Communications |
| 11           | Verizon Communications Candia Shipping |
| 10           | Verizon Communications |
| 9            | Verizon Communications |
| 8            | Technische ruimte |
| 7            | Technische ruimte |
| 6            | — |
| 5            | — |
| 4            | — |
| 3            | — |
| 2            | TKTS (ticket service) |
| 1            | Colortek Kodak Imaging Center |
| lobby        | Nichols Foundation |
| gelijkvloers | The Mall at the World Trade Center Xerox Document Company, Morgan Stanley, Anthem, NY Chamber of Commerce                                                                                 |

## Galerij

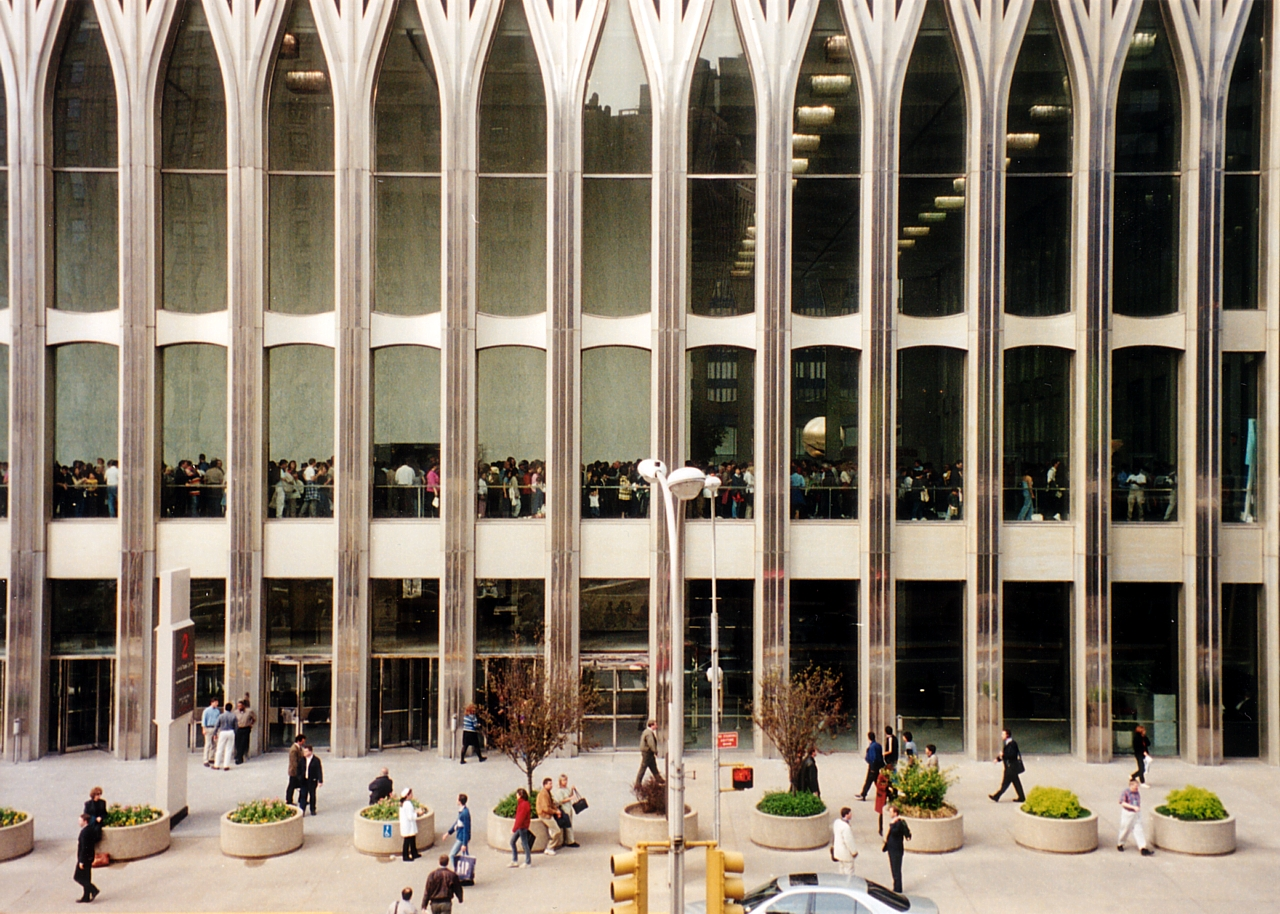
South Tower, zuidelijke ingang aan Liberty Street
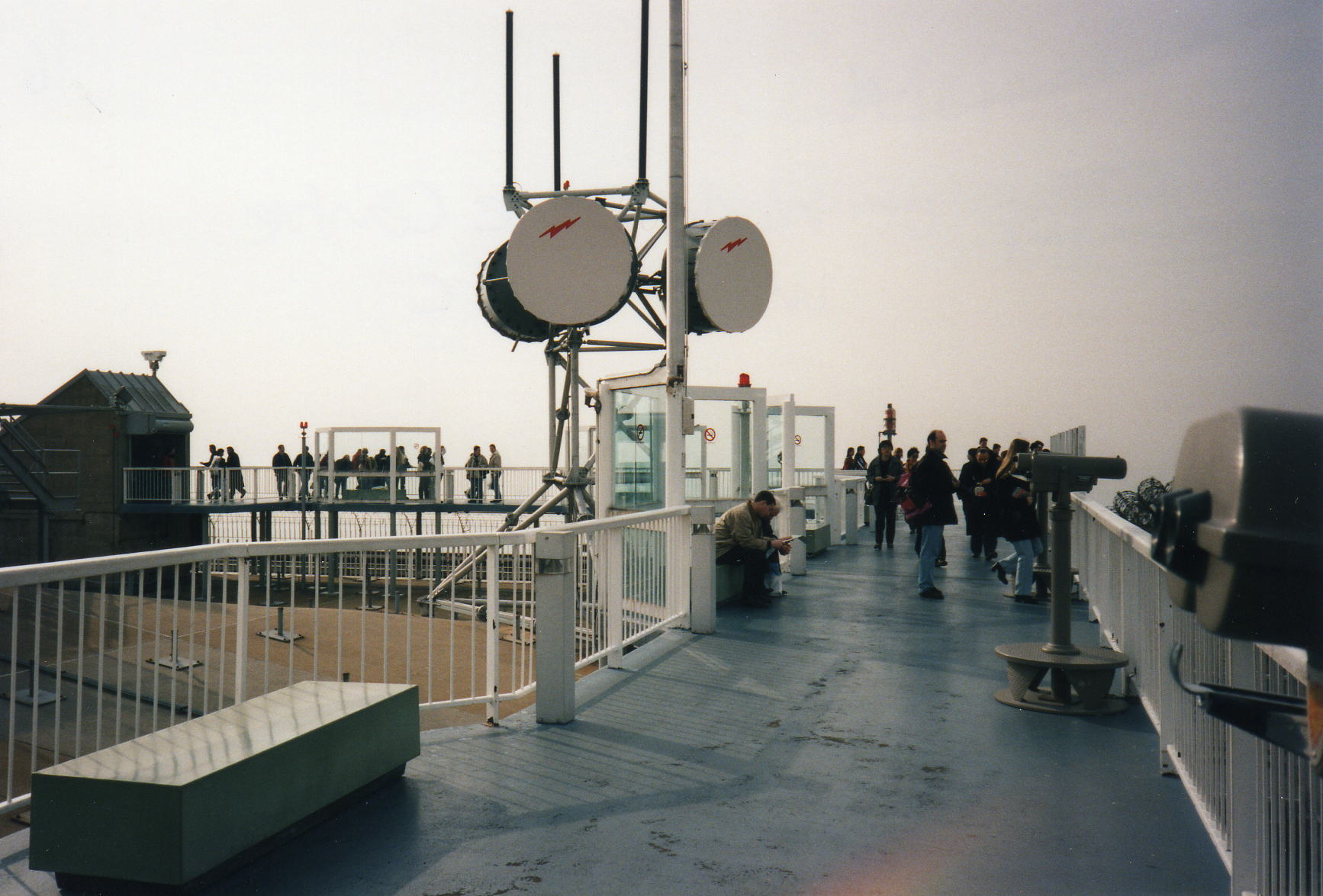
South Tower, Top of the World, 1998
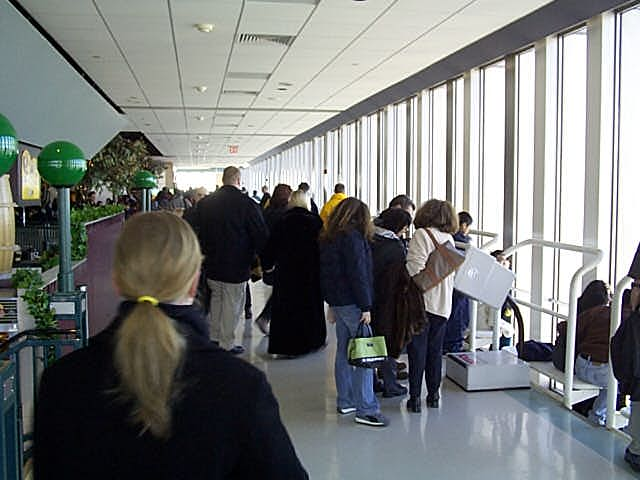
South Tower, observatieplatform, januari 2001
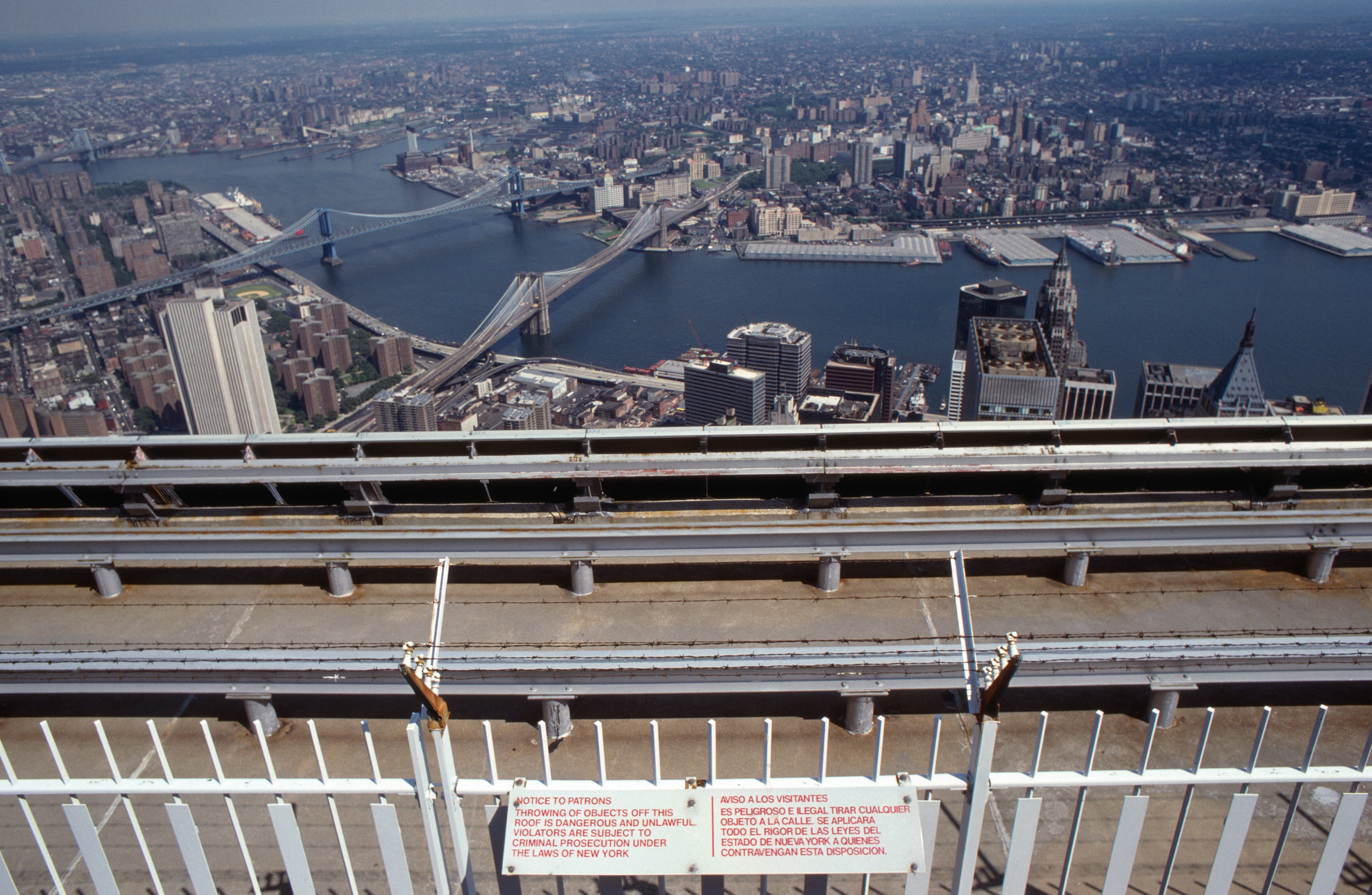
South Tower, Top of the World, waarschuwing tegen vandalisme, 1984
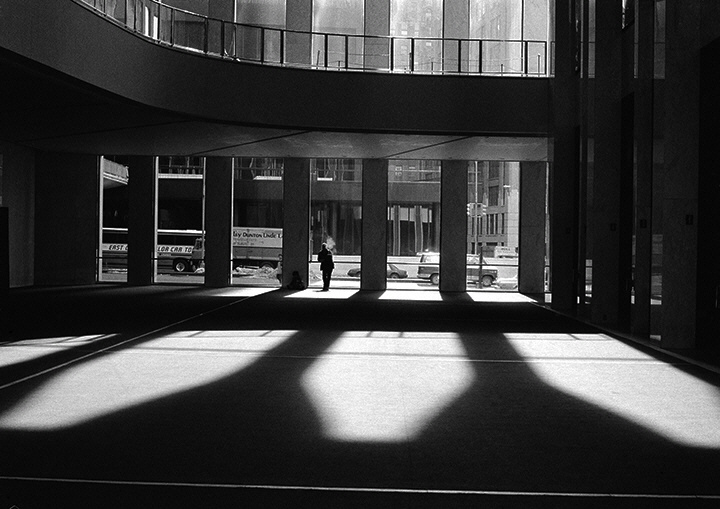
South Tower, lobby, circa 1983
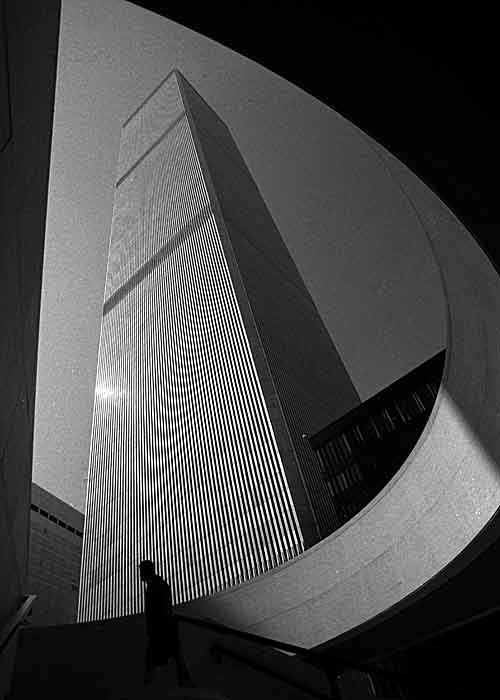
De South Tower, het Two World Trade Center. Liberty Street met Church Street. Gezien vanaf ingang The Mall at the World Trade Center aan het Deutsche Bank Building. North Tower niet zichtbaar (diagonaal achter South Tower). (vanuit kikvorsperspectief)